# Trentepohlia (Trentepohlia) arachne
Trentepohlia (Trentepohlia) arachne is een tweevleugelige uit de familie steltmuggen (Limoniidae). De soort komt voor in het Afrotropisch gebied.